# Christian Tafdrup
Christian Tafdrup (nascut el 8 d'abril de 1978) és un actor, director de cinema i guionista danès. Com a director, és més conegut pel seu debut com a director Forældre (2016) que va guanyar el Premi Robert al millor director, així com el seu thriller dramàtic de terror psicològic de televisió Gæsterne (2022).

## Filmografia

### Com actor
| Any       | Pel·lícula                      | Paper              | Notes                         |
| --------- | ------------------------------- | ------------------ | ----------------------------- |
| 1993      | Pretty Boy                      | Nick               | Pel·lícula                    |
| 1998      | Strisser på Samsø               | Spahic             | Sèrie de televisió            |
| 2002      | Debutanten                      | Hamlet             | Curtmetratge                  |
| 2003      | OBLS                            |                    | Sèrie de televisió documental |
| 2003      | Baby                            | Håndlanger         | Pel·lícula                    |
| 2005      | The Big Day                     | Lars               | Pel·lícula                    |
| 2005      | Veninder                        | Ung fyr            | Pel·lícula                    |
| 2005      | Nynne                           | Home al restaurant | Pel·lícula                    |
| 2006      | A Soap                          | Kunde 1            | Pel·lícula                    |
| 2006      | Efter brylluppet                | Christian Refner   | Pel·lícula                    |
| 2006      | Gustne Gensyn                   | Diversos papers    | Sèrie de televisió            |
| 2006      | Princess                        | Charlie            | Pel·lícula                    |
| 2006      | Daisy Diamond                   | Thomas Lund        | Pel·lícula                    |
| 2007      | Tjenesten - nu på tv            | Diversos papers    | Sèrie de televisió            |
| 2008      | Sommer                          | Reservelægen       | Sèrie de televisió            |
| 2008      | Album                           | Martin Lund Jensen | Sèrie de televisió            |
| 2008      | Dig og mig                      | Oscar              | Pel·lícula                    |
| 2008      | I'll Come Running               | Søren              | Pel·lícula                    |
| 2009-2010 | Park Road                       | Sune Holm          | Sèrie de televisió            |
| 2011      | Alla Salute!                    |                    | Sèrie de televisió            |
| 2011      | Anstalten                       | Oliver             | Sèrie de televisió            |
| 2012      | Lærkevej - Til døden os skiller | Sune Holm          | Pel·lícula                    |
| 2012      | Forbrydelsen                    | Thorsten Seifert   | Sèrie de televisió            |
| 2013      | Borgen                          | Alexander Hjort    | Sèrie de televisió            |
| 2013-2014 | Kødkataloget                    | Søren              | Sèrie de televisió            |
| 2015      | Bankerot                        | Læge               | Sèrie de televisió            |
| 2015      | Juleønsket                      | Atlas Berg         | Sèrie de televisió            |
| 2016      | Simon Talbots Sketch Show       | Cucumber           | Sèrie de televisió            |
| 2016      | Forældre                        | Real estate agent  | També director                |
| 2016      | The Other World                 | Mikkel             | Sèrie de televisió            |
| 2017      | Aldrig mere i morgen            | Studio host        | Pel·lícula                    |
| 2017      | En frygtelig kvinde             | James              | Film; també director          |
| 2017      | Tinkas juleeventyr              | Fileas             | Sèrie de televisió            |
| 2018      | Nipskanalen                     | Christian          | Sèrie de televisió            |
| 2018      | Parterapi                       | Peter              | Sèrie de televisió            |
| 2018      | Herrens Veje                    | Mikkel             | Sèrie de televisió            |
| 2019      | Tinka og Kongespillet           | Filias             | Sèrie de televisió            |
| 2018-2020 | Hånd i hånd                     | Øystein            | Sèrie de televisió            |
| 2020      | Grow                            | Jarl               | Sèrie de televisió            |
| 2022      | Tinka og sjælens spejl          | Fileas             | Sèrie de televisió            |
| 2023      | Meter i sekundet                | Sebastian          | Film; postproducció           |

### Com a director i guionista
| Any       | Pel·lícula          | Notes              |
| --------- | ------------------- | ------------------ |
| 1999      | The Copier          | Curtmetratge       |
| 2002      | Debutanten          | Curtmetratge       |
| 2008      | Awakening           | Curtmetratge       |
| 2016      | Forældre            | Pel·lícula         |
| 2017      | En frygtelig kvinde | Pel·lícula         |
| 2018-2020 | Parterapi           | Sèrie de televisió |
| 2022      | Gæsterne            | Pel·lícula         |

## Premis
| Any  | Premi                                                         | Categoria                                                                        | Treball nominat     | Resultat  | Ref.          |
| ---- | ------------------------------------------------------------- | -------------------------------------------------------------------------------- | ------------------- | --------- | ------------- |
| 2008 | Buster International Children's Film Festival                 | Millor curtmetratge                                                              | Awakening           | Guanyador | [ 4 ]         |
| 2008 | Festival Internacional de Cinema d'Odense                     | Millor pel·lícula infantil                                                       | Awakening           | Guanyador | [ 4 ]         |
| 2009 | Premis Robert                                                 | Millor ficció/animació llarga (compartit amb Peter Reichhardt i Leila Vestgaard) | Awakening           | Guanyador | [ 4 ]         |
| 2009 | L.A. Outfest                                                  | Destacat curtmetratge narratiu                                                   | Awakening           | Guanyador | [ 4 ]         |
| 2009 | Festival de Curtmetratges Europeus de Brest                   | Millor Curtmetratge                                                              | Awakening           | Guanyador | [ 4 ]         |
| 2014 | Premis Robert                                                 | Millor actor en un paper secundari en televisió                                  | Borgen              | Guanyador | [ 4 ]         |
| 2016 | Festival Internacional de Cinema Fantàstic de Neuchâtel       | Millor llargmetratge fantàstic europeu                                           | Forældre            | Guanyador | [ 5 ]         |
| 2017 | Premis Bodil                                                  | Millor guió                                                                      | Forældre            | Guanyador | [ 6 ]         |
| 2017 | Premis Robert                                                 | Millor director                                                                  | Forældre            | Guanyador | [ 7 ] [ 8 ]   |
| 2018 | Premis Robert                                                 | Millor guió (compartit amb Mads Tafdrup)                                         | En frygtelig kvinde | Guanyador | [ 4 ]         |
| 2022 | Festival Internacional de Cinema Fantàstic de Bucheon         | Millor elecció de director                                                       | Gæsterne            | Guanyador | [ 9 ]         |
| 2022 | MOTELx - Festival Internacional de Cinema de Terror de Lisboa | Millor llargmetratge europeu                                                     | Gæsterne            | Guanyador | [ 10 ] [ 11 ] |